# Plan de Autopistas Urbanas

La red completa de autopistas ideada en 1976.

El Plan de autopistas urbanas fue un proyecto en el cual se realizaría  una red de autopistas con peaje atravesando la ciudad de Buenos Aires, Argentina, sumando 74 kilómetros de vías rápidas. Fue ideado hacia 1976 por la dictadura militar del Proceso de Reorganización Nacional que gobernaba el país y ejecutado durante la intendencia de facto de Osvaldo Cacciatore.
Finalmente, sólo dos de las nueve autopistas fueron inauguradas: la 25 de Mayo (Autopista Urbana 1) y la Perito Moreno (Autopista Urbana 6). Se realizaron cientos de expropiaciones de terrenos, y muchos de ellos fueron abandonados al no concretarse los trazados planeados.

## Historia
Hacia 1976, alrededor de 1.500.000 vehículos circulaban por las calles y avenidas de la ciudad de Buenos Aires. La red de avenidas se encontraba saturada y obsoleta para el creciente tráfico automotor, y la ausencia de las mismas en el centro histórico, administrativo y comercial empeoraba la situación.
Con vistas a un parque automotor en constante expansión, fue ideado el Plan de autopistas urbanas, firmemente ejecutado por el intendente Cacciatore, y basado en el título del libro La ciudad arterial, escrito en 1970 por su Secretario de Obras Públicas y Urbanismo, Guillermo Laura.
El 10 de junio de 1977 se realizó una licitación internacional para las empresas interesadas en la construcción inmediata de las dos primeras autopistas: la 25 de Mayo (AU1) y la Perito Moreno (AU6). El 5 de octubre se presentaron al concurso de precalificación once consorcios internacionales; de ellos, seis fueron aceptados.
El 2 de enero de 1978 se adjudicó la obra al consorcio integrado por las empresas españolas Huarte y Cía. S.A. y Viales, Estacionamientos S.A., y las argentinas Empresa Argentina de Cemento Armado S.A. de Construcciones (E.A.C.A.) y Polledo S.A.I.C. y F., esta última reemplazada posteriormente por INDECO S.A. El concesionario adoptó el nombre de Autopistas Urbanas Sociedad Anónima (AUSA), y su objetivo fue construir, mantener y explotar las dos autopistas con peaje. El derecho de explotación se les otorgó por un período de 28 años a partir de la firma de la concesión.
La construcción comenzó el 2 de noviembre de 1978, ocupando alrededor de 2.500 personas. Una importante cantidad de terrenos fueron expropiados, en muchos casos de manera forzada, y con profundo malestar y rechazo de gran parte de los vecinos afectados. Muchos de ellos fueron trasladados a barrios construidos por proyectos estatales de vivienda.
Parte del material de las demoliciones fue usado para rellenar el río frente a la Costanera Sur, en lo que hoy es la Reserva ecológica de Buenos Aires
AUSA también tuvo a su cargo la construcción, bajo el viaducto de la Autopista 25 de Mayo, de una sección de 3 km de la línea E de subterráneos que la llevaba a una nueva terminal en la intersección con la Avenida Lafuente, donde se erigió la Plaza de los Virreyes.
Las autopistas 25 de Mayo y Perito Moreno fueron finalmente inauguradas el 6 de diciembre de 1980, sumando un total de alrededor de 15,5 kilómetros de vías rápidas, y con un peaje cada una. Otras obras fueron comenzadas, como puentes junto a la Avenida Lacarra en las inmediaciones del Parque Almirante Brown, para la autopista Occidental (AU7), y numerosas expropiaciones de terrenos a lo largo de la traza de la futura autopista Central (AU3) que posteriormente quedaron abandonados y fueron ocupados ilegalmente.
A inicios de la década de 2000, la franja de terrenos dejada en el barrio de Saavedra entre la Avenida General Paz y la Avenida Congreso fue liberada para emplazar la avenida Parque, luego denominada Roberto Goyeneche.

## Proyecto completo
El Plan de autopistas urbanas contemplaba nueve trazados en total. Algunos eran adecuaciones de avenidas ya existentes, como la Avenida Perito Moreno, Avenida 9 de Julio, la Avenida General Paz o la Avenida 27 de Febrero, pero otros unían puntos mediante curvas que interrumpían varias manzanas, o rectas que corrían entre dos calles por medio de una línea de manzanas edificadas, como la Autopista 25 de Mayo.

### AU1 25 de Mayo
Partiría de la intersección de las avenidas San Juan e Ingeniero Huergo, donde se enlazaría con la AU2 Costanera, dirigiéndose hacia el oeste en paralelo a la primera, interconectándose con la AU3 Central a la altura de la calle Sánchez de Loria y cruzando el Parque Chacabuco para girar hacia el sudoeste a la par de la Avenida del Trabajo. En la Plaza de los Virreyes se conectaría con la AU7 Occidental, y luego se abriría hacia el noroeste la AU6 Perito Moreno. La autopista 25 de Mayo desembocaría en la Avenida Dellepiane, una vía rápida construida en 1948.
El 10 de junio de 1977 se realizó la licitación internacional para las empresas interesadas en la construcción, mantenimiento y explotación de esta autopista, junto con la AU6 - Perito Moreno. El 2 de enero de 1978 finalmente se adjudicó el contrato a un consorcio de empresas hispano-argentinas denominado Autopistas Urbanas Sociedad Anónima (AUSA). La obra también incluía la construcción (bajo el viaducto de la Autopista 25 de Mayo) de una sección de 3 km de la línea E de subterráneos, con el objetivo de extender su recorrido hasta la Plaza de los Virreyes.
La construcción comenzó el 2 de noviembre de 1978 y, a diferencia de la AU-6, las obras para esta autopista significaron la expropiación de numerosos terrenos a lo largo del trazado previsto, con la entrega de créditos para viviendas a los propietarios, y la utilización de la fuerza para quienes se resistían a ceder sus viviendas. La elección del método de viaducto adoptada para la mayor parte del recorrido provocó las quejas de numerosos vecinos y urbanistas. También fueron afectados diversos espacios públicos como la plaza Martín Fierro y el Parque Chacabuco.
La AU-1 fue finalmente inaugurada el 6 de diciembre de 1980, con un peaje a la altura de su unión con la Avenida Dellepiane.

### AU2 Costanera

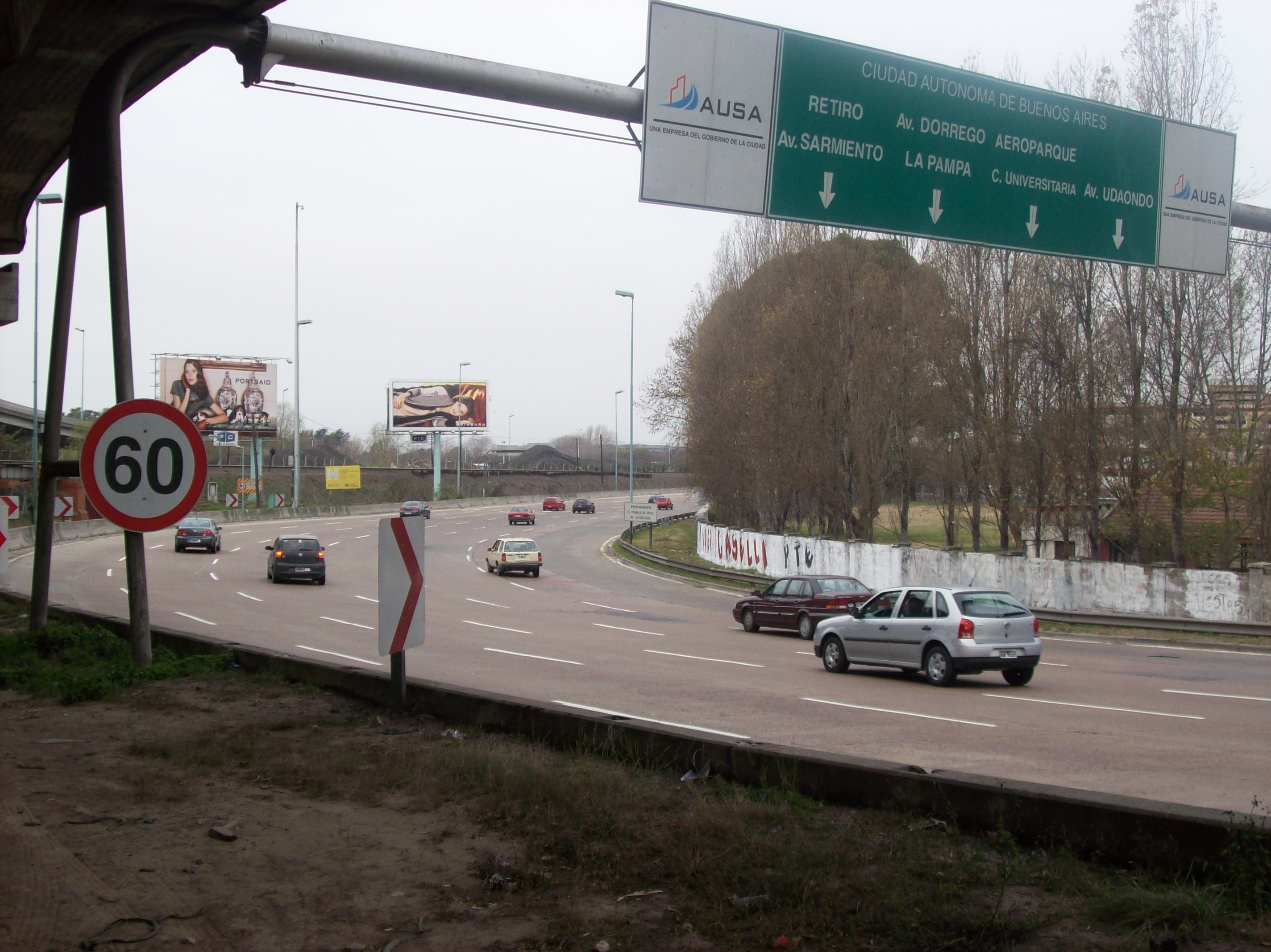
Vista del inicio de la Avenida Lugones a la altura del Intercambiador con la General Paz.

Formaría un anillo de circunvalación junto a la AU4 Avenida General Paz. Su extremo sudoeste se encontraría en el Puente de la Noria, partiendo hacia el noreste sobre la Avenida 27 de Febrero, a la vera del Riachuelo. A la altura de la Avenida Lafuente se conectaría con la AU7 Occidental, y en el Puente Alsina con la AU3 Central. Continuaría al margen del Riachuelo, cruzándose con la AU9 9 de Julio en el Puente Pueyrredón. Allí se colocaría sobre la Avenida Pedro de Mendoza hasta la Vuelta de Rocha, desde donde giraría hacia el norte para alinearse con la Avenida Ingeniero Huergo y sus continuaciones Eduardo Madero y Antártida Argentina hasta pasar sobre los terrenos junto a la estación ferroviaria de Retiro, donde se emplazaría la Terminal de Ómnibus. Allí se conectaría con la AU9 o AV1 9 de Julio Norte, y giraría hacia el noroeste sobre la playa del ferrocarril hasta desembocar en las avenidas Intendente Cantilo y Leopoldo Lugones, a través de las cuales se conectaría nuevamente con la Avenida General Paz. A la altura del Aeroparque Jorge Newbery, se vincularía con la AU5 Transversal.
Esta obra no registró avances durante el período militar, salvo por el puente de conexión entre las avenidas General Paz y Cantilo, inaugurado en 1978, como parte de lo que sería el distribuidor de las autopistas AU-4 (Av. General Paz), AU-2 y su continuación rumbo al partido de Tigre, que finalmente nunca se materializó.
El proyecto de la AU-2 vuelve a tomar impulso en los años ´90. El gobierno de la ciudad reunió las Avenidas Lugones y Cantilo, junto con el proyectado viaducto de interconexión con la Avenida 9 de Julio (AV1 9 de Julio Norte), en un único paquete denominado Autopista Illia, el cual fue concesionado a la empresa COVIMET. El 16 de mayo de 1996, el intendente Jorge Domínguez pudo inaugurar el viaducto que arrancando desde la calle Arroyo, pasaba sobre las vías de las tres líneas ferroviarias que parten de Retiro. El nuevo viaducto también atravesaba la totalidad de la villa 31 para finalmente comunicarse con la Avenida Lugones, cuyo único paso a nivel (sobre la calle La Pampa) se eliminó y en su reemplazo se construyó el Distribuidor Scalabrini Ortiz, a escasos metros de distancia. Sin embargo, la presencia del Aeroparque Metropolitano retrasó la conexión de la Avenida Cantilo: el viaducto solo llegaba hasta la intersección de la calle Jerónimo Salguero, donde los automovilistas debían descender para continuar por la Avenida Costanera y finalmente retomar por la Avenida Cantilo.
A comienzos de la década del ´90, el Estado Nacional también renegoció el contrato para la Autopista Buenos Aires - La Plata, que se hallaba adjudicada desde 1981 a la Concesionaria Vial Argentino-Española (Coviares). Así, el 1º de julio de 1995, se abrió al tránsito el tramo Buenos Aires - Quilmes, arrancando desde el intercambiador con la Autopista 25 de Mayo (AU-1). Como parte del contrato la empresa también tenía a su cargo la construcción del tramo denominado "Autopista Ribereña", un viaducto que uniría los intercambiadores de las Autopistas 25 de Mayo y la Arturo Illia, cerrando así el eje de conectividad vial Norte-Sur.
Sin embargo, el proyecto amenazaba con aislar al flamante barrio de Puerto Madero y varias voces se levantaron para rechazarlo. El intendente Jorge Domínguez intentó gestionar la conversión del proyecto en una "avenida parquizada", solución similar a la adoptada en el barrio de Saavedra para la ex AU-3. Sin embargo, el proyecto más viable era el de construir la autopista en trinchera o túnel, aunque esta solución también fue descartada por su costo excesivo. Como no se llegó a una conclusión, este tramo nunca se construyó.   
Mientras tanto, los trabajos para conectar el Viaducto de la 9 de Julio con la Avenida Cantilo, recién fueron retomados en 2004, avanzando a un ritmo lento, debido a que requirió la readecuación del Parque KDT y el corrimiento de las vías de Ferrocarril Belgrano Norte. A la complejidad de los trabajos se sumó las disputas y desinteligencias entre los gobiernos nacional y de la ciudad.
En junio de 2014, el tramo de autopista entre dicho túnel y la Av. Cantilo.
Finalmente, la conexión entre las autopistas 25 de Mayo y Bs. As.-La Plata con la autopista Illia, el Puerto Nuevo y la Terminal de Ómnibus de Retiro comenzó su construcción en el año 2017 y fue inaugurada en el mes de mayo de 2019 bajo el nombre de Paseo del Bajo.

### AU3 Central

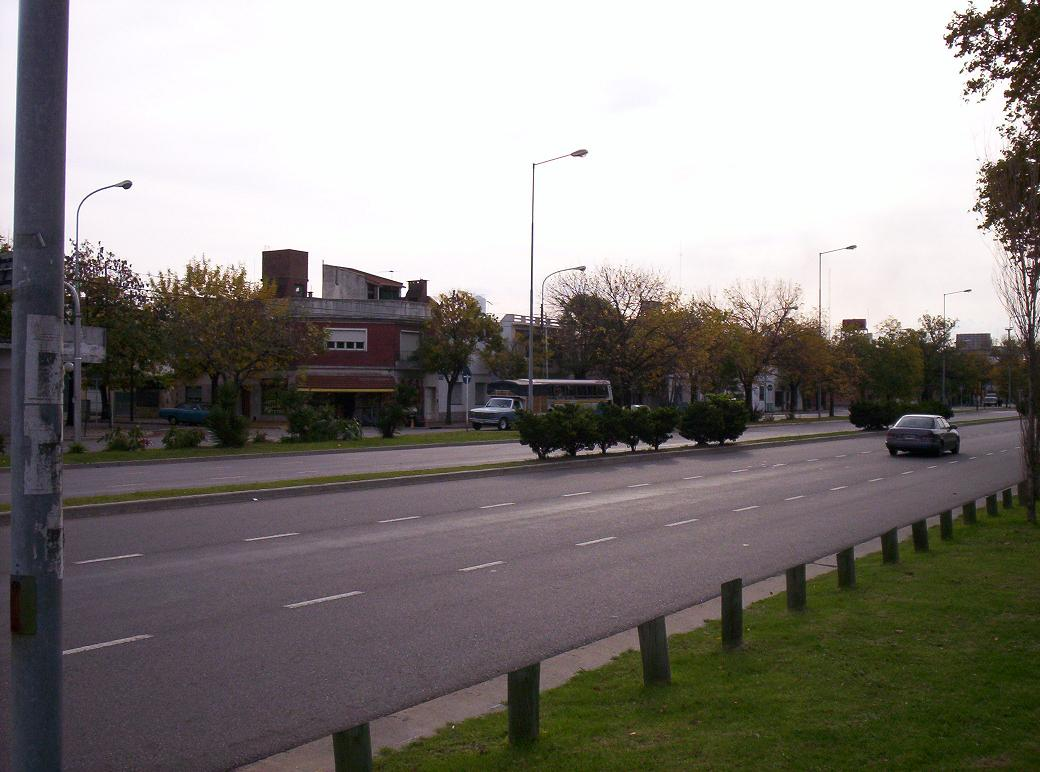
Vista de la Avenida Goyeneche, en el barrio de Saavedra.

Fue uno de los proyectos más controvertidos del Plan de autopistas urbanas. Según uno de sus trazados probables partiría del Puente Alsina en un enlace con la AV2 Costanera (Av. 27 de Febrero), con una continuación planificada en el proyecto de Acceso Sur. Otra versión ubicaba su cabecera sur en la intersección de las calles Lavardén y la futura AV2 Costanera. En ambos proyectos se dirigiría al norte junto a la calle Sánchez de Loria, conectándose con la AU1 25 de Mayo al cruzar la Avenida San Juan. Al cruzar las vías del Ferrocarril Sarmiento giraría hacia el noroeste para alcanzar la calle Humahuaca, siguiendo en dirección nordeste junto a la calle Jufré y luego la Avenida Córdoba, conectándose con la AU5 Transversal al cruzar la calle Humboldt. Siguiendo por la calle Giribone, torcería al nordeste para colocarse junto a la calle Donado, hasta desembocar en el Acceso Norte, parte de la carretera Panamericana.
Pese a las quejas de los vecinos afectados, la Intendencia logra desocupar unas 800 propiedades a través del sistema de indemnización, como paso previo a la liberación de la traza. Las expropiaciones comenzaron desde Saavedra (Panamericana y Gral. Paz) hacia Nueva Pompeya. Por esta razón, en el norte se concentró la mayor cantidad de casas expropiadas: entre las avenidas Congreso y Juan B. Justo, por ejemplo, se desocuparon 713 viviendas.
Sin embargo la situación económica y política se vuelve adversa al gobierno y en 1982 se paralizan las demoliciones en el trazado de la AU-3. Para aquel entonces, la traza entre la Avenida General Paz y la Avenida Congreso estaba totalmente liberada y el tramo hasta Avenida de los Incas se hallaba parcialmente demolido. Debido a esta medida se salvan de la expropiación muchos inmuebles desde Chacarita hasta el Riachuelo, pero genera un polo de conflicto en los barrios de Saavedra, Coghlan y Belgrano, ya que gran parte de las casas desocupadas quedaron abandonadas y terminaron siendo usurpadas.
Años después, en 1994, como parte de los contratos de concesión, se anuncia la intención de extender la ruta Panamericana mediante una autopista elevada hasta la Av. Congreso. Sin embargo, los vecinos se oponen terminantemente y el intendente Jorge Domínguez propone en su lugar la construcción de una avenida de acceso rápido, abarcando casi la totalidad del espacio vacante entre las calles Holmberg y Donado.
Durante la gestión de Fernando De la Rúa, atendiendo al reclamo de los vecinos, se vuelve a modificar el proyecto de la avenida rápida incorporando una calle lateral de tránsito vecinal (separada de la vía rápida) y otras modificaciones que tendieron a privilegiar los espacios verdes. Los vecinos se mostraron satisfechos y la construcción de la obra se realizó entre los años 1997 y 1998, constituyendo la actual Avenida Roberto Goyeneche.
Tiempo después, durante la gestión de Aníbal Ibarra, se elaboró un proyecto para extender dicha avenida hasta la intersección de Álvarez Thomas y Av. de los Incas, aprovechando que gran parte de las manzanas ya se encontraban a medio demoler. El nuevo tramo de la avenida contaría con un túnel bajo las vías del Ferrocarril Mitre.
De esta manera, la Avenida Parque (hoy Avenida Goyeneche) conformaría un eje vial conectando las avenidas Córdoba y Álvarez Thomas con la Autopista Panamericana. Sin embargo, durante los siguientes diez años, los avances fueron nulos o escasos, sin que se llegara a un consenso sobre el tema.
Finalmente, en 2009, se aprobó por ley un nuevo plan de urbanización denominado "Barrio Parque Donado-Holmberg", eliminando la avenida y reemplazando el túnel con el Ferrocarril Mitre por dos pequeños pasos a bajo nivel en las calles Donado y Holmberg.

### AU4 General Paz

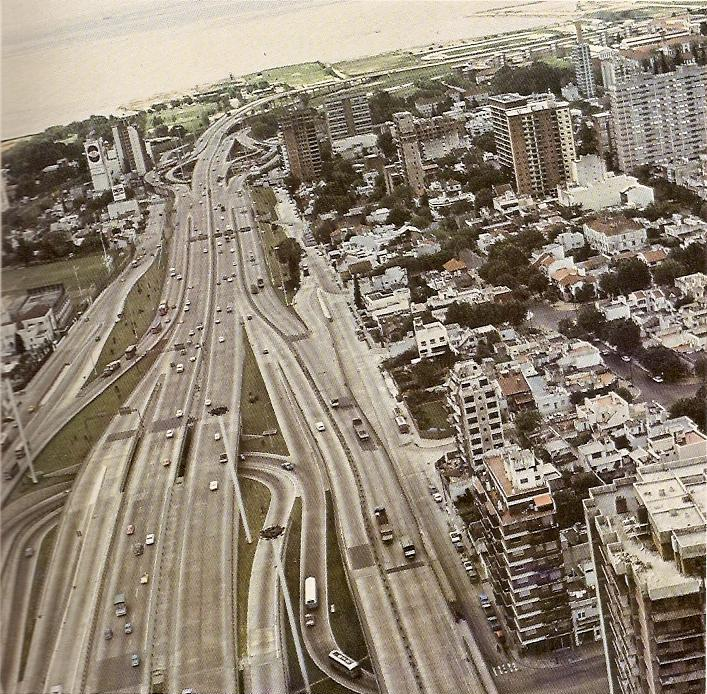
La Avenida General Paz modernizada.

Básicamente, se trataba de una adecuación de la avenida de circunvalación de la ciudad de Buenos Aires, eliminando sus rotondas de intersección, reemplazándolas por puentes y accesos a distinto nivel.
La General Paz había sido proyectada como una Avenida Parque de tránsito rápido y su construcción se había extendido entre los años 1937 y 1941. Originalmente solo se habían realizado cruces a diferente nivel para su intersección con líneas ferroviarias o grandes arterias radiales, excepto los cruces con las avenidas Juan Bautista Alberdi, Constituyentes y Blandengues (hoy Av. Libertador) donde se construyeron grandes rotondas. Para los cruces de tráfico pequeño y mediano se había optado por rotondas de diseño alargado en el sentido de la nueva avenida, tomando en cuenta que se trataba de un tráfico de menor importancia.
Con el aumento de la población del Gran Buenos Aires, la capacidad de la General Paz se vio colmada, por lo que se decidió encarar nuevas obras. En 1969 se inauguraron los nuevos distribuidores para los cruces de las avenidas Constituyentes, Del Libertador y Juan Bautista Alberdi.
Según el Plan de Autopistas Urbanas de 1976 la Avenida General Paz pasaría a ser la AU-4. Sin embargo no se llegan a hacer grandes obras de mejora, salvo por el puente que une la Avenida General Paz con la Avenida Cantilo, inaugurado en 1978, por la Dirección Nacional de Vialidad. Esta construcción era tan solo una parte de lo que sería el distribuidor de la Avenida General Paz con la Autopista Costera (AU-2), que según los planes de la época continuaría hacia la ciudad de Tigre, aunque esto finalmente nunca ocurrió. 
Recién entre 1996 y 1997, la empresa concesionaria, Autopistas del Sol, realizó las obras necesarias para convertir a la Avenida General Paz en una verdadera autopista sin cruces a nivel.
Además, dentro del esquema de rutas de Vialidad Nacional, la Av. General Paz forma parte de la Ruta Nacional A001, progresiva kilómetros 0 (inicio empalme con Av. Lugones / Av. Cantilo) al 24,3 (puente La Noria, Riachuelo, límite con la provincia de Buenos Aires y partido de Lomas de Zamora). 
La Ruta Nacional A001 continúa con el Acceso Sudeste en progresiva kilómetro 40 (Triángulo de Bernal, partido de Quilmes) a kilómetro 47 (altura calle Debenedetti en el partido de Avellaneda), y también el Viaducto del Puente Nicolás Avellaneda. Esta Ruta Nacional A001 entre los kilómetros 24 (puente La Noria) y 40 (Triángulo de Bernal) no fue construida.

### AU5 Transversal
En una constante línea recta en dirección sudoeste - nordeste, cercana en todo su trayecto a la Avenida Juan B. Justo, partiría de un enlace con la AU6 Perito Moreno sobre las vías del Ferrocarril Sarmiento, colocándose junto a la calle Magariños Cervantes. Se comunicaría con la AU7 Occidental a la altura de la calle Condarco, y seguiría hasta el Hospital Lagleyze, poniéndose luego junto a la calle Sunchales y su continuación Humboldt, conectándose con la AU3 Central a la altura de la Avenida Córdoba. Luego, seguiría paralela a la Avenida Intendente Bullrich, cruzando luego los terrenos de Aeroparque y desembocando en la AU2 Costanera.

### AU6 Perito Moreno
Correría sobre la traza de la Avenida Perito Moreno, desde la AU1 25 de Mayo hasta la Avenida Rivadavia, conectándose a la altura de la calle Bragado con la AU8 para colocarse sobre las vías del Ferrocarril Sarmiento, y luego la Avenida Juan B. Justo para desembocar en el Acceso Oeste, en ese entonces la Avenida Gaona.
Por otra parte, la sección sur de la Avenida Perito Moreno sería remozada, prolongándose junto a la Avenida Iriarte y llegando hasta desembocar en la AU2 Costanera en La Boca. Este sector sur nunca se concretó y de esta autopista solo se completó el primer tramo, entre el acceso oeste y la AU1 25 de Mayo.
El 10 de junio de 1977 se realizó la licitación internacional para las empresas interesadas en la construcción, mantenimiento y explotación de esta autopista, junto con la AU1 - 25 de Mayo. El 2 de enero de 1978 finalmente se adjudicó el contrato a un consorcio de empresas hispano-argentinas denominado Autopistas Urbanas Sociedad Anónima (AUSA).
La construcción comenzó el 2 de noviembre de 1978 y fue finalmente inaugurada el 6 de diciembre de 1980, con un peaje a la altura del Parque Avellaneda.
Por aquel el Acceso Oeste, se extendía desde Morón a Luján, mientras que el recorrido entre Morón y la Capital Federal (9 km) se realizaba mediante avenidas semaforizadas, convirtiéndolo en un cuello de botella. Recién en la década del ´90 se encaró la construcción de una autopista para conectar el Camino de Cintura y la Av. General Paz. La construcción de este nuevo tramo se prolongó entre los años 1996 y 1998. El intercambiador entre la AU-6, la Avenida General Paz y el Acceso Oeste, paso de tener tres niveles a cuatro, dada la necesidad de incorporar mayor cantidad de rampas de acceso. Los trabajos en el intercambiador recién concluyeron en 1999.

### AU7 Occidental
Partiría de su intersección con la AV2 (Av. 27 de Febrero), a la altura de la Avenida Lacarra, dirigiéndose junto a esta última hasta girar al nordeste para conectarse con la AU1 25 de Mayo en la Plaza de los Virreyes. Desde allí se juntaría con la Avenida Varela y su continuación Bolivia, enlazándose con la AU5 Transversal a la altura de la calle Margariños Cervantes. Atravesaría en línea recta el nordeste porteño para colocarse luego sobre las vías del Ferrocarril Mitre, desembocando en la AU4 - Avenida General Paz sobre la zona de la Avenida Albarellos.
Las obras para esta autopista se iniciaron en 1980, con algunos viaductos en el sector de la Avenida Lacarra (Parque Almirante Brown), sin embargo su ejecución se suspendió en 1982, quedando estas estructuras abandonadas durante casi dos décadas. En 1998, se reinician los trabajos utilizando los viaductos construidos durante los años ´80, aunque en una versión recortada del proyecto, yendo solo desde la Avenida Dellepiane hasta el Riachuelo. En 2000 se inaugura el primer tramo desde Av. Dellepiane hasta la Av. Roca y en 2002 se completa la obra hasta el Riachuelo, recibiendo en ese momento el nombre de Autopista Cámpora.

### AU8
Esta breve autopista, de 3 kilómetros de extensión, correría en todo su trayecto en sentido nordeste - sudoeste, junto a la calle Tapalqué, entre las autopistas AU6 Perito Moreno y AU4 General Paz. Jamás se construyó.

### AU9 o AV1 9 de Julio

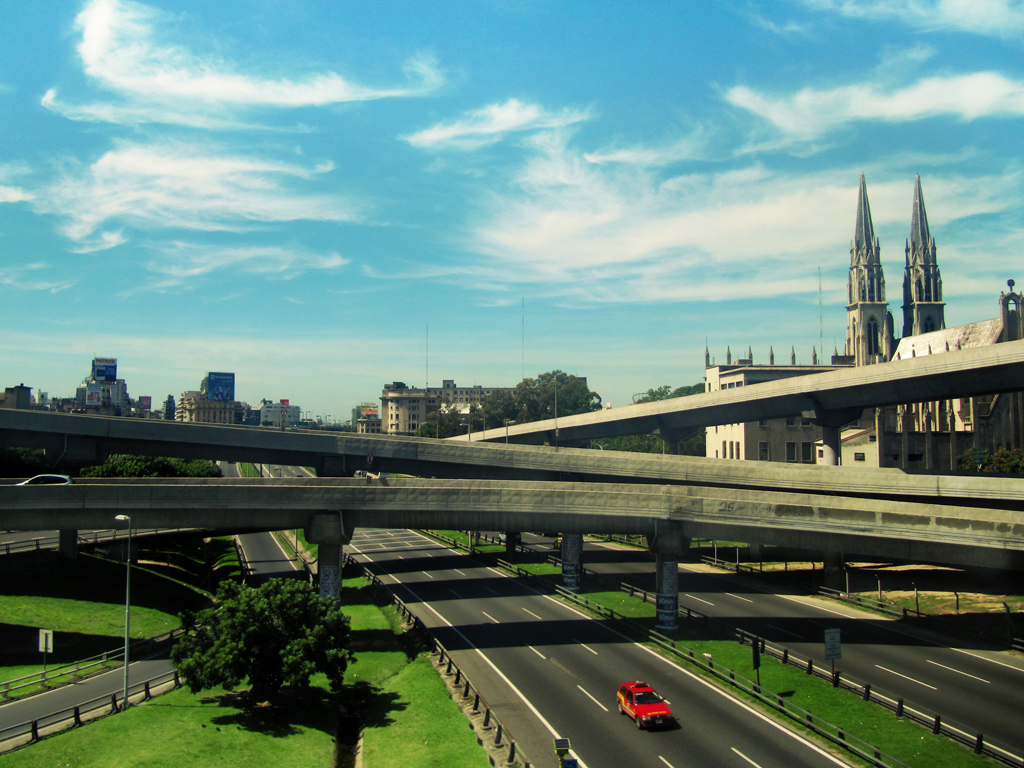
Autopista Arturo Frondizi, vista desde la Autopista 25 de Mayo.

Se trataba de dos prolongaciones, hacia el norte y el sur, de la avenida más ancha de Buenos Aires. 
En su sección norte (AV1 9 de Julio Norte) la autopista sería una continuación de la Avenida 9 de Julio, cruzando las vías de los ferrocarriles que parten de Retiro para luego conectarse con en la AU2 Costanera al lado de la Terminal de Ómnibus.
Del lado sur (AV1 9 de Julio Sur), partiría de la intersección de la Avenida 9 de Julio con la Avenida San Juan, conectándose con la AU1 25 de Mayo. Desde allí giraría para ubicarse junto a la calle General Hornos, hasta desembocar en el Nuevo Puente Pueyrredón construido en 1969, e interconectándose con la AV2 (27 de Febrero).
Ambas secciones serían construidas luego de la caída del gobierno militar. A fines de la década de 1980 se habilitó la autopista al sur de la Avenida San Juan, recibiendo en el año 2008 el nombre de Autopista Frondizi. Tiempo después, en el año 1995, se inauguró el viaducto sobre la parrilla de vías del ferrocarril como parte de la Autopista Illia.